# 컴퓨터 공학과
컴퓨터공학과(Computer Science and Engineering, CSE)는 컴퓨터 과학 및 컴퓨터 공학의 접근 방식으로 구성된 많은 대학의 학술 프로그램이다. 컴퓨팅에는 재료과학과 공학 분야처럼 과학과 공학 사이에 명확한 구분이 없다. 그러나 일부 수업은 역사적으로 컴퓨터 과학(예: 데이터 구조 및 알고리즘)과 더 관련이 있고 다른 수업은 컴퓨터 공학(예: 컴퓨터 아키텍처)과 더 관련이 있다. CSE는 유럽에서 기술 또는 공학 정보학 학술 프로그램의 이름을 번역하기 위해 자주 사용되는 용어이기도 하다. 전문 분야가 있는 학부와 대학원 모두에서 제공된다.

## 같이 보기
- 컴퓨터 과학
- 컴퓨터 공학
- 컴퓨터 그래픽스